# Turbulenzgrad
Der Turbulenzgrad {\displaystyle T_{U}} ist eine Größe der Dimension Zahl zur Beschreibung der Güte einer Außenströmung. So wurde der Einfluss der turbulenten Außenströmung auf Strömungsversuche vor allem im Windkanal erstmals festgestellt. Je kleiner der Turbulenzgrad, desto besser der Windkanal; turbulenzarme Windkanäle haben Turbulenzgrade {\displaystyle T_{U}\leq 0{,}0005.} Der Turbulenzgrad spielt eine Rolle bei der Übertragbarkeit von Windkanal-Messergebnissen untereinander, aber auch bei der Übertragung der Werte des Modells auf das Original im Rahmen der Ähnlichkeitstheorie.
Definition des Turbulenzgrades (hier 3D-Betrachtung in Strömungsrichtung {\displaystyle u}):
{\displaystyle T_{U}={\frac {1}{U_{\infty }}}{\sqrt {{\frac {1}{3}}\left(\sigma _{u}^{2}+\sigma _{v}^{2}+\sigma _{w}^{2}\right)}}}
mit
- {\displaystyle U_{\infty }}: ungestörte Strömungsgeschwindigkeit (außerhalb von Grenzschichten)
- {\displaystyle \sigma _{u}^{2}={\frac {1}{n-1}}\cdot \sum _{i=1}^{N}(u_{i}-{\overline {u}})^{2}:} gemitteltes Quadrat der Geschwindigkeitsschwankungen in x-Richtung
  - {\displaystyle N}: Anzahl Messungen an unterschiedlichen Stellen {\displaystyle i} im Strömungsfeld
  - {\displaystyle u_{i}:} Geschwindigkeit in x-Richtung an Stelle {\displaystyle i}
  - {\displaystyle {\overline {u}}:} Geschwindigkeit in x-Richtung, gemittelt über alle Messstellen {\displaystyle i}
- {\displaystyle \sigma _{v}^{2}={1 \over {n-1}}\cdot \sum _{i=1}^{N}(v_{i}-{\overline {v}})^{2}}
- {\displaystyle \sigma _{w}^{2}={1 \over {n-1}}\cdot \sum _{i=1}^{N}(w_{i}-{\overline {w}})^{2}}

Mit dem Turbulenzgrad erfasst man die Tatsache, dass turbulente Strömungen in den drei Raumachsen x, y, z unterschiedliche mittlere Geschwindigkeitsschwankungen aufweisen:
{\displaystyle \sigma _{u}^{2}\neq \sigma _{v}^{2}\neq \sigma _{w}^{2}}
Diese versucht man durch engmaschige Gitter und Siebe zu egalisieren und spricht von isotroper Turbulenz, wenn die mittleren Geschwindigkeitsschwankungen in allen drei Richtungen gleich groß sind:
{\displaystyle \sigma _{u}^{2}=\sigma _{v}^{2}=\sigma _{w}^{2}}